# Borok (wołost Luszczikskaja)
Borok (ros. Борок) – wieś (ros. деревня, trb. dieriewnia) w zachodniej Rosji, w wołoście Luszczikskaja (osiedle wiejskie) rejonu bieżanickiego w obwodzie pskowskim.

## Geografia
Miejscowość położona jest nad rzeką Sosnowatka, 5 km od centrum administracyjnego osiedla wiejskiego (Luszczik), 9,5 km od centrum administracyjnego rejonu (Bieżanicy), 129 km od stolicy obwodu (Psków).

## Demografia
W 2010 r. miejscowość zamieszkiwało 7 osób.